# 聖約翰阿利特格托斯教堂

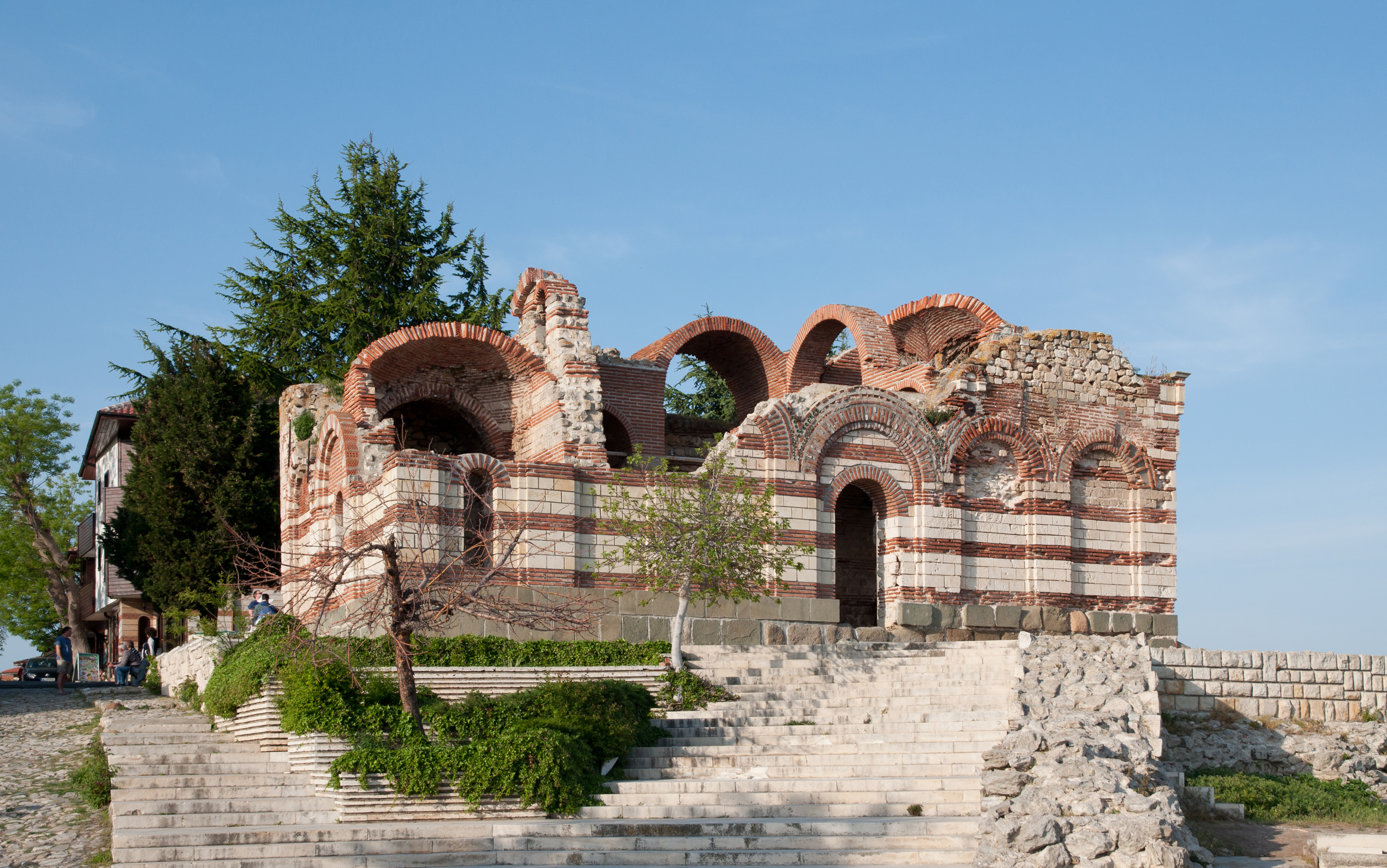
教堂外觀

聖約翰阿利特格托斯教堂是位於保加利亞城市內塞伯爾的一座中世紀東正教教堂。聖約翰阿利特格托斯教堂修建於14世紀，有南、北兩個入口，結構極為罕見。